# Helina refusa
Helina refusa este o specie de muște din genul Helina, familia Muscidae. A fost descrisă pentru prima dată de Giglio-tos în anul 1893. Conform Catalogue of Life specia Helina refusa nu are subspecii cunoscute.